# Trachyopella bovilla
Trachyopella bovilla är en tvåvingeart som beskrevs av Collin 1954. Trachyopella bovilla ingår i släktet Trachyopella och familjen hoppflugor. Arten är reproducerande i Sverige. Inga underarter finns listade i Catalogue of Life.